# Zephyr Cove-Round Hill Village
Zephyr Cove-Round Hill Village ist ein ehemaliger Census-designated place im Douglas County im US-Bundesstaat Nevada in den USA. Zephyr Cove-Round Hill Village hatte im Jahr 2000 1649 Einwohner auf 21,2 km². Die Bevölkerungsdichte lag bei 80,3/km². Für die Volkszählung 2010 wurde der Ort in die beiden Census-designated places Zephyr Cove und Round Hill Village aufgesplittert.
Die beiden Orte liegen im Hochland der Sierra Nevada am Ufer des Lake Tahoe direkt an der Grenze zu Kalifornien. Der größte Berg in der Umgebung ist der Mount Grant mit 3426 Metern.
Die nächstgrößere Stadt ist Carson City, die Hauptstadt des Bundesstaates Nevada.